# Leandro N. Alem megye
Leandro N. Alem egy megye Argentína északkeleti részén, Misiones tartományban. Székhelye Leandro N. Alem.

## Népesség
A megye népessége a közelmúltban a következőképpen változott:
| Év   | Lakosság |
| ---- | -------- |
| 2001 | 41 309   |
| 2010 | 45 075   |